# E. Elias Merhige
Edmund Elias Merhige, pronunciat com l'anglès marriage (Brooklyn, 14 de juny de 1964) és un director de cinema nord-americà.

## Treball
Merhige és conegut pel públic general pel seu film de 2000 L'ombra del vampir, que va obtenir una menció especial al XXXIII Festival Internacional de Cinema Fantàstic de Catalunya, i per les audiències underground de la seva pel·lícula de culte de 1989 Begotten. També ha dirigit vídeos musicals per a Marilyn Manson.
Merhige va començar a l'escena teatral de Nova York, i va concebre per primera vegada Begotten com una obra de teatre experimental, amb molts actors de la seva companyia per a papers secundaris. Després de l'estrena del seu darrer llargmetratge Sospitós zero (Suspect Zero), Merhige ha tornat principalment a treballar al teatre.
Els darrers films que ha fet Merhige són curtmetratges que conformen una trilogia amb Begotten, que en conjunt formen l’anomenat The Begotten Cycle, una mena de seqüeles que aprofundeixen en diferents aspectes dels mites de la creació i del misticisme:
- Din of Celestial Birds (2006, 14’)
- Polia & Blastema: A Cosmic Opera (2021, 40’)

## Recepció crítica
Eugene Thacker, escrivint sobre Begotten, va situar l'obra de Merhige "entre gènere terror i art escènic", marcant Begotten com un "ritual en el temps cinematogràfic", i concloent que el següent pas en l'oferta d'art de Merhige "pressumiblement, seria permetre que tot es dissolgués: humà en no humà, cos en entorn, imatge en emulsió de gelatina, cristall i càmfora."

## Filmografia

### Llargmetratges
- Begotten (1989)
- L'ombra del vampir (2000)
- Sospitós zero (2004)

### Curtmetratges
- Implosion (1983)
- Spring Reign (1984)
- A Taste of Youth (1985)
- Din of Celestial Birds (2006)
- Polia & Blastema: A Cosmic Opera (2021)

## Vídeos musicals
- "Cryptorchid" – Marilyn Manson
- "Antichrist Superstar" – Marilyn Manson
- "The Heinrich Maneuver" – Interpol
- "Serpentia" – Danzig